# Tumba Madžari
Tumba Madžari (en macédonien Тумба Маџари) est un village du Néolithique situé à environ 2 km à l’est du centre de Skopje, la capitale de la Macédoine du Nord. Ce village est le site préhistorique le plus significatif de la vallée du Vardar et il est connu pour ses reconstitutions de maisons. Il appartient à la culture d'Anzabegovo-Vršnik, qui fait partie du complexe balkano-anatolien et s'est développée de 5300 à 4200 av. J.-C.

## Situation
Tumba Madžari se situe dans le quartier périphérique de Madžari, à environ 700 mètres de l'autoroute Skopje-Kumanovo-Veles.
Avant d'être découvert par les archéologues, le site se trouvait sur une petite colline de 220 m de diamètre et de trois mètres de haut, dans une zone très peu urbanisée.

## Historique
Le tremblement de terre de 1963 entraina le déplacement des populations du centre-ville vers des zones constructibles et non sinistrées, et le quartier de Madžari s’agrandit considérablement les années suivantes. Le site de Tumba est alors recouvert de constructions, souvent illégales, et le creusement de fondations met au jour des vestiges préhistoriques. Ces constructions font disparaitre les trois-quarts des restes du village du Néolithique.
En 1978, le musée de Macédoine fait des sondages archéologiques afin de déterminer l'intérêt du site. De 1981 à 1990, 1 400 m2 sont systématiquement fouillés et étudiés. Les archéologues mettent au jour les restes de six maisons et d'un lieu de culte. Ces bâtiments sont tous construits en bois et en terre séchée.

## Vestiges
Les artéfacts trouvés sont principalement des vases en céramique, au décor bichrome (peinture marron sur fond rouge).
On a aussi trouvé plusieurs magna mater, figures rituelles en terre cuite très particulières. Elles ont la forme d'un buste de femme attaché au toit d'une petite maison et on ne les trouve que dans le territoire de l'actuelle Macédoine du Nord.

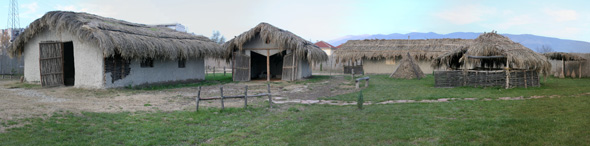
Reconstitution de maisons néolithiques